# 29457 Маркополо
29457 Маркополо (29457 Marcopolo) — астероїд головного поясу, відкритий 25 вересня 1997 року.
Тіссеранів параметр щодо Юпітера — 3,482.
Астероїд названо на честь  Марко Поло (1254 — 1324) — венеційського купця і мандрівника.